# Viktor Borisovič Krivulin
Viktor Borisovič Krivulin (in russo Виктор_Борисович Кривулин?; Kadievka, 9 luglio 1944 – San Pietroburgo, 17 marzo 2001) è stato un poeta, scrittore e saggista russo figura di rilievo nel panorama della letteratura russa di fine Novecento, uno dei principali fautori della cultura non ufficiale e del samizdat in URSS negli anni 1960-1980.

## Biografia e opere
Nasce il 9 luglio 1944 in un ospedale da campo nei pressi di Kadievka (Stachanov) in Ucraina, da una famiglia di ufficiali leningradesi impegnati al fronte. Nel dopoguerra torna con i genitori a Leningrado. Negli anni sessanta inizia a scrivere senza poter pubblicare nei canali ufficiali dell'editoria sovietica. Conosce Anna Achmatova, Iosif Brodskij, Gleb Semenov e altri autori della sua generazione, tra cui Sergej Stratanovskij, Elena Švarc, Leonid Aronzon, Oleg Ochapkin. "Dopo aver preso le distanze dai suoi esordi poetici, sin dal 1970, inizia a comporre vari cicli di poesie". Nel corso degli anni settanta si afferma come una delle personalità più prolifiche e attive della cultura indipendente di Leningrado. Promuove seminari letterari e conferenze sulla cultura underground, partecipa alle iniziative di stampa clandestina, curando la rivista in samizdat «37» (1976-1981) insieme a Tat'jana Goričeva e ad altri collaboratori, tra cui Boris Groys. Insieme a Sergej Dedjulin, cura la rivista «Severnaja počta» (1979-1981). Nel 1978 è insignito del Premio «Andrej Belyj». Partecipa alle attività del Klub-81 (1981-1988). Solo con l'avvento della glasnost' alcune sue opere sono pubblicate nell'antologia Krug (Il cerchio, 1985) e nella raccolta Obraščenie (Appello, 1990). Nel 1988, a Parigi, esce in due volumi la sua più ampia raccolta di poesie Stichi (1965-1987). Nel 1989 vince il «Vsesojuznyj konkurs verlibra» a Kaluga. Nel periodo di transizione dall'Urss alla Russia partecipa attivamente al processo di democratizzazione del Paese. Negli anni novanta pubblica le sue opere su rivista e in diverse raccolte, ha esperienze nel giornalismo radiotelevisivo, anche come inviato di guerra in Bosnia nel 1995, e sostiene l'attività politica di Galina Starovojtova, assassinata a San Pietroburgo nel 1998.
Le sue opere più recenti, pubblicate in volumi e riviste, vengono tradotte in varie lingue. Tra le principali opere dell'ultimo periodo vanno ricordate Koncert po zajavkam (Concerto a richiesta, 1993), Kupanie v Iordani (Bagno nel Giordano, 1998), Ochota na mamonta (Caccia al mammut, 1998), Stichi posle stichov (Versi dopo i versi, 2001) e postuma Kompozicii (Composizioni, 2009). Viktor Krivulin muore prematuramente a San Pietroburgo il 17 marzo 2001.

## Opere in volume
- Stichi, sost. V. Betaki, Pariž, Ritm, 1981.
- Stichi, Leningrad – Pariž, Beseda, 1988.
- Obraščenie, Leningrad, Sovetskij pisatel´, 1990.
- Koncert po zajavkam. Tri knigi stichov, Sankt-Peterburg, Izdatel´stvo Fonda russkoj poėzii, 1993 [2ª ed. 2001].
- Predgranič´e. Teksty 1993-94 gg., Sankt-Peterburg, Borej Art, 1994.
- Kupanie v Iordani, Sankt-Peterburg, Puškinskij fond, 1998.
- Rekviem, Moskva, ARGO-RISK, 1998.
- Ochota na Mamonta Sankt-Peterburg, BLIC, 1998.
- Stichi jubilejnogo goda, Moskva, OGI, 2001;
- Stichi posle stichov, Sankt-Peterburg, Izdatel´stvo «Peterburgskij pisatel´» – Russko-Baltijskij informacionnyj centr «BLIC», 2001.
- Kompozicii: Kniga stichov, a cura di O. Kušlina e M. Šejnker, Moskva, ARGO-RISK, 2009.